# Маломуж, Николай Григорьевич
Никола́й Григо́рьевич Малому́ж (укр. Микола Григорович Маломуж; род. 23 сентября 1955, Звенигородский район, Черкасская область) — украинский государственный деятель, председатель Службы внешней разведки Украины с 2005 по 2010 годы, генерал армии Украины. Глава Всеукраинской Координационной Рады офицеров и военнослужащих. Глава Высшей Рады Народных Сборов Украины (ВЕЧЕ). Глава программы "Украина без олигархов и их политических партий".

## Биография
В 1982 году с отличием окончил Киевский государственный университет имени Т. Г. Шевченко.
С декабря 1983 года — служба в органах государственной безопасности СССР и Украины на оперативных и руководящих должностях.
С декабря 1998 года по 3 апреля 2005 года — заместитель Председателя государственного комитета Украины по делам религий.
3 апреля 2005 года Указом Президента Украины назначен Главой Службы внешней разведки Украины.
Генерал-лейтенант (23 августа 2005 года), генерал-полковник (1 декабря 2006 года), генерал армии Украины (28 ноября 2008 года).
18 июня 2010 года Президентом Украины В. Ф. Януковичем уволен с должности Председателя Службы внешней разведки Украины и назначен внештатным советником Президента Украины.
11 октября 2010 года уволен с военной службы в запас по состоянию здоровья с правом ношения военной формы одежды.
Женат, имеет сына и дочь.

## Армия и институт
Родился Николай Григорьевич в Звенигородском районе Черкасской области в крестьянской семье. В армии служил в бригаде спецназа ГРУ, специализацией которой было проведение диверсионных операций в тылу противника и обезвреживание диверсионных групп в собственном тылу. К концу службы, Маломуж получает звание старшего сержанта и благодарность за выполнение задания командования. После службы в армии демобилизовался и поступил на юридический факультет Киевского университета.
Сразу по окончании учёбы Маломуж получает предложение работать в органах внешней разведки и с середины восьмидесятых начинается его карьера кадрового разведчика.

## Разведка УССР
На протяжении значительного времени Маломуж специализировался в области «разведки с территорий». В декабре 1991 года Маломужу удалось спрятать картотеку агентурного аппарата 1-го отдела КГБ УССР, полученную в результате разведки с территорий, от вывоза её тогдашним председателем республиканского КГБ (будущим главой российской ФСК) Николаем Голушко в Москву.

## Служба безопасности Украины
С начала 1990-х годов Маломуж начал работать по линии противодействия международным террористическим организациям через разведывательные каналы.

## Ющенко и новая власть
Маломуж изначально находился у выходцев с «Острова» (так на Украине называют работников Главного управления разведки Министерства обороны Украины, поскольку здание управления расположено на островке на реке Днепр) под подозрением, так как не входил во фракцию приближенных президента Леонида Кучмы.
После победы Виктора Ющенко на президентских выборах 2004 года недавний опальный генерал становится внештатным советником Президента и в дальнейшем назначается главой СВР.
На этой должности советника Маломуж подаёт президенту разработанную им концепцию реформирования СВР Украины, с целью повышения эффективности её деятельности. 